# Рејнџервил (Тексас)
Рејнџервил (енгл. Rangerville) град је у америчкој савезној држави Тексас.

## Демографија
По попису из 2010. године број становника је 289, што је 86 (42,4%) становника више него 2000. године.
| Група             | 2000.       | 2010.       |
| Белци             | 40 (19,7%)  | 37 (12,8%)  |
| Афроамериканци    | 7 (3,4%)    | 0 (0,0%)    |
| Азијати           | 0 (0,0%)    | 3 (1,0%)    |
| Хиспаноамериканци | 157 (77,3%) | 248 (85,8%) |
| Укупно            | 203         | 289         |